# Mergozzo

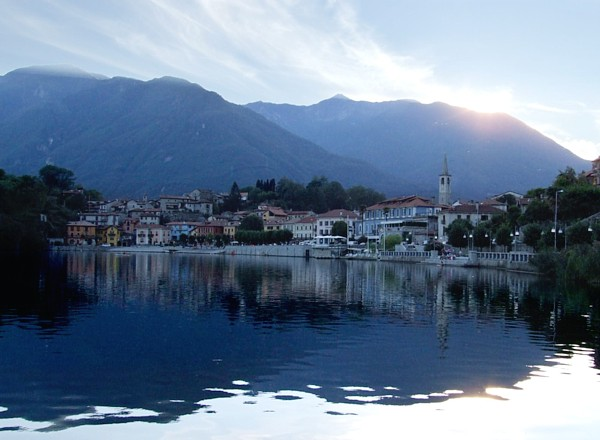
Cảnh hoàng hôn ở Mergozzo

Mergozzo là một đô thị ở tỉnh Verbano-Cusio-Ossola trong vùng Piedmont, có cự ly khoảng 120 km về phía đông bắc của Torino và khoảng 9 km về phía tây bắc của Verbania. Tại thời điểm ngày 31 tháng 12 năm 2004, đô thị này có dân số 2.097 người và diện tích là 27,4 km².
Đô thị Mergozzo có các frazioni (đơn vị cấp dưới, chủ yếu là các làng) Albo, Bracchio, Candoglia, Montorfano, và Nibbio.
Mergozzo giáp các đô thị: Gravellona Toce, Ornavasso, Premosello-Chiovenda, San Bernardino Verbano, Verbania.
Kinh tế đô thị này dựa vào ngành du lịch do hồ Mergozzo nằm phần lớn trong đô thị này. Ngoài ra dân địa phương còn có nghề chế tác đá và nông nghiệp.